# 4599 Rowan
4599 Rowan là một tiểu hành tinh vành đai chính với chu kỳ quỹ đạo là 1969.5290872 ngày (5.39 năm).
Nó được phát hiện ngày 5 tháng 9 năm 1985.